# Бутсен, Тьерри
Тьерри Бутсен (фр. Thierry Boutsen) (13 июля 1957, Брюссель, Бельгия) — бельгийский автогонщик, участник чемпионата мира по автогонкам в классе Формула-1. Второй (и последний) бельгийский гонщик в истории Ф1 (после Жаки Икса), которому удавалось выигрывать этапы мирового первенства. Также Бутсен является вторым и последним после Икса, автогонщиком удостоенным звания Бельгийский спортсмен года (в 1989 году).

## Биография
В 1977 году дебютировал в гонках чемпионата Формула Форд-1600, в котором завоевал чемпионский титул уже в 1978 году, одержав победу в 15 гонках из 18. В 1979 году перешёл в чемпионат Европы Формулы-3, и одержав три победы в сезоне 1980 года занял второе место позади Микеле Альборето. В 1981 году перешёл в чемпионат Европы Формулы-2 и снова занял второе место, на сей раз позади Джеффа Лиза. В 1983 Бутсен участвовал в European Touring Car Championship и гонке World Sportscar, одержал победу с Бобом Воллеком в гонке «1000 км Монцы».

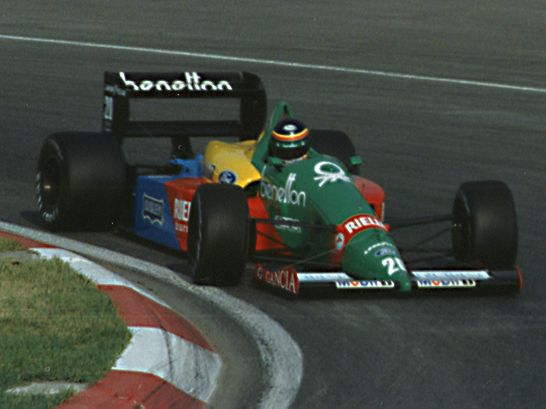
Бутсен за рулём «Бенеттона» (1988)

В 1983 году спонсор пилота заплатил $500 000 за его участие в чемпионате мира Формулы-1. Бутсен дебютировал за рулём болида «Эрроуз» на домашнем Гран-при Бельгии 1983 года. В этой команде Бутсен провёл четыре сезона, завоевав один подиум, первый в своей карьере, и входящий в число самых необычных в истории Ф1. Во время Гран-при Сан-Марино 1985 года на последних четырёх кругах гонки топливо закончилось у пяти гонщиков из числа лидеров. Больше всего из них повезло Бутсену, у которого бензин закончился в самом конце круга. Он смог проехать несколько поворотов накатом, и затем последние несколько метров вручную дотолкал машину до финишной линии, при этом успев пересечь её раньше, чем на финише показались Патрик Тамбе и Ники Лауда, ехавшие позади. После дисквалификации победившего было Алена Проста (из-за недовеса машины на 2 кг), Бутсен оказался обладателем серебряного приза. Бутсен смог зарекомендовать себя как надёжный пилот, стабильно приезжающий к финишу на хороших позициях, что в дальнейшем помогло ему перейти в более сильные команды. По итогам 1985 года бельгиец стал лучшим в сезоне по количеству пройденных кругов (903) и километров дистанции (4221,71).
В 1987 году он перешёл в команду «Бенеттон». В 1989 подписал двухлетний контракт с Фрэнком Уильямсом и в первом же сезоне за команду «Уильямс» одержал победу в двух Гран-при: на дождливом Гран-при Канады и на Гран-при Австралии. В 1990 одержал победу на Гран-при Венгрии, обогнав своего друга Айртона Сенну, выступавшего на болиде «МакЛарен-Хонда». В 1991 перешёл в команду «Лижье». А в 1993 году ушёл в «Джордан», заменив там Ивана Капелли, после того как тот покинул Формулу-1. Последний раз на старт вышел на домашнем Гран-при Бельгии 1993 года.
Бутсен участвовал и в американских чемпионатах и гонках. В 1985 году выступал в составе экипажа, победившего в гонке «24 часа Дайтоны». А в заезде 1997 года занял второе место в своём классе и шестое в абсолюте, в экипаже с Биллом Адамом и Хансом Штуком на автомобиле Porsche 911 GT2 Evo.
Трижды становился призёром гонки «24 часа Ле-Мана»: дважды серебряным (в 1993 и 1996 годах) и однажды бронзовым (в 1994 году). Из автоспорта окончательно ушёл после аварии в лемановском марафоне 1999 года, в котором он получил множественные переломы.
Сейчас Тьерри Бутсен владеет компанией Boutsen Aviation, расположенной в Монако.

## Результаты гонок в Формуле-1
| Легенда к таблице |                                                                    |
| --- | ------------------------------------------------------------------ |
| В таблице перечислены результаты всех Гран-при Формулы-1, в которых принимал участие гонщик. Строками таблицы являются сезоны, столбцами — этапы чемпионата мира. В каждой клетке указаны сокращённое название этапа и результат, дополнительно обозначенный цветом. Расшифровка обозначений и цветов представлена в нижеследующей таблице. |                                                                    |
| \| Пример \| Описание \| \| ------------ \| ------------------------------------------------------------------ \| \| 1 \| Победитель \| \| 2 \| Второе место \| \| 3 \| Третье место \| \| 5 \| Финишировал, заработав очки \| \| Сход \| Не финишировал, но при этом заработал очки \| \| 12 \| Финишировал, не получив очков \| \| НКЛ \| Финишировал, но не попал в финальную классификацию \| \| 15 \| Участвовал вне зачёта, либо по отдельной классификации \| \| 18 \| Не финишировал, но попал в финальную классификацию \| \| Сход \| Не финишировал \| \| НКВ \| Не прошёл квалификацию \| \| НПКВ \| Не прошёл предквалификацию \| \| ДСК \| Дисквалифицирован \| \| ИСК \| Исключён из протокола соревнований \| \| ТТ \| Заявлен для участия только в тренировках \| \| НС \| Участвовал в квалификации, но не стартовал в гонке \| \| Т \| Травмирован или болен \| \| ОТК \| Отказ от участия \| \| НТР \| Прибыл на соревнования, но на трассу не выезжал \| \| НПР \| Был заявлен в числе участников, но не прибыл к началу соревнований \| \| О \| Соревнования отменены \| \| \| Не участвовал \| \| Поул-позиция \| \| \| Быстрый круг \| \| |                                                                    |
| Пример | Описание                                                           |
| 1 | Победитель                                                         |
| 2 | Второе место                                                       |
| 3 | Третье место                                                       |
| 5 | Финишировал, заработав очки                                        |
| Сход | Не финишировал, но при этом заработал очки                         |
| 12 | Финишировал, не получив очков                                      |
| НКЛ | Финишировал, но не попал в финальную классификацию                 |
| 15 | Участвовал вне зачёта, либо по отдельной классификации             |
| 18 | Не финишировал, но попал в финальную классификацию                 |
| Сход | Не финишировал                                                     |
| НКВ | Не прошёл квалификацию                                             |
| НПКВ | Не прошёл предквалификацию                                         |
| ДСК | Дисквалифицирован                                                  |
| ИСК | Исключён из протокола соревнований                                 |
| ТТ | Заявлен для участия только в тренировках                           |
| НС | Участвовал в квалификации, но не стартовал в гонке                 |
| Т | Травмирован или болен                                              |
| ОТК | Отказ от участия                                                   |
| НТР | Прибыл на соревнования, но на трассу не выезжал                    |
| НПР | Был заявлен в числе участников, но не прибыл к началу соревнований |
| О | Соревнования отменены                                              |
| | Не участвовал                                                      |
| Поул-позиция |                                                                    |
| Быстрый круг |                                                                    |

| Сезон | Команда  | Шасси | Двигатель | Ш | 1        | 2        | 3        | 4        | 5        | 6        | 7        | 8        | 9        | 10       | 11       | 12       | 13       | 14       | 15       | 16       | Место | Очки |
| ----- | -------- | ----- | --------- | - | -------- | -------- | -------- | -------- | -------- | -------- | -------- | -------- | -------- | -------- | -------- | -------- | -------- | -------- | -------- | -------- | ----- | ---- |
| 1983  | Эрроуз   |       |           | G | БРА      | СШЗ      | ФРА      | САН      | МОН      | БЕЛ Сход | ДЕТ 7    | КАН 7    | ВЕЛ 15   | ГЕР 9    | АВТ 13   | НИД 14   | ИТА Сход | ЕВР 11   | ЮАР 9    |          | —     | 0    |
| 1984  | Эрроуз   |       |           | G | БРА 6    | ЮАР 12   | БЕЛ Сход | САН 5    | ФРА 11   | МОН НКВ  | КАН Сход | ДЕТ Сход | ДАЛ Сход | ВЕЛ Сход | ГЕР Сход | АВТ 5    | НИД Сход | ИТА 10   | ЕВР 9    | ПОР Сход | 15    | 5    |
| 1985  | Эрроуз   |       |           | G | БРА 11   | ПОР Сход | САН 2    | МОН 9    | КАН 9    | ДЕТ 7    | ФРА 9    | ВЕЛ Сход | ГЕР 4    | АВТ 8    | НИД Сход | ИТА 9    | БЕЛ 10   | ЕВР 6    | ЮАР 6    | АВС Сход | 11    | 11   |
| 1986  | Эрроуз   |       |           | G | БРА Сход | ИСП 7    | САН 7    | МОН 8    | БЕЛ Сход | КАН Сход | ДЕТ Сход | ФРА Сход | ВЕЛ Сход | ГЕР Сход | ВЕН Сход | АВТ Сход | ИТА 7    | ПОР 10   | МЕК 7    | АВС Сход | —     | 0    |
| 1987  | Бенеттон |       |           | G | БРА 5    | САН Сход | БЕЛ Сход | МОН Сход | ДЕТ Сход | ФРА Сход | ВЕЛ 7    | ГЕР Сход | ВЕН 4    | АВТ 4    | ИТА 5    | ПОР 14   | ИСП 16   | МЕК Сход | ЯПО 5    | АВС 3    | 8     | 16   |
| 1988  | Бенеттон |       |           | G | БРА 7    | САН 4    | МОН 8    | МЕК 8    | КАН 3    | ДЕТ 3    | ФРА Сход | ВЕЛ Сход | ГЕР 6    | ВЕН 3    | БЕЛ ДСК  | ИТА 6    | ПОР 3    | ИСП 9    | ЯПО 3    | АВС 5    | 4     | 27   |
| 1989  | Уильямс  |       |           | G | БРА Сход | САН 4    | МОН 10   | МЕК Сход | США 6    | КАН 1    | ФРА Сход | ВЕЛ 10   | ГЕР Сход | ВЕН 3    | БЕЛ 4    | ИТА 3    | ПОР Сход | ИСП Сход | ЯПО 3    | АВС 1    | 5     | 37   |
| 1990  | Уильямс  |       |           | G | США 3    | БРА 5    | САН Сход | МОН 4    | КАН Сход | МЕК 5    | ФРА Сход | ВЕЛ 2    | ГЕР 6    | ВЕН 1    | БЕЛ Сход | ИТА Сход | ПОР Сход | ИСП 4    | ЯПО 5    | АВС 5    | 6     | 34   |
| 1991  | Лижье    |       |           | G | США Сход | БРА 10   | САН 7    | МОН 7    | КАН Сход | МЕК 8    | ФРА 12   | ВЕЛ Сход | ГЕР 9    | ВЕН 17   | БЕЛ 11   | ИТА Сход | ПОР 16   | ИСП Сход | ЯПО 9    | АВС Сход | —     | 0    |
| 1992  | Лижье    |       |           | G | ЮАР Сход | МЕК 10   | БРА Сход | ИСП Сход | САН Сход | МОН 12   | КАН 10   | ФРА Сход | ВЕЛ 10   | ГЕР 7    | ВЕН Сход | БЕЛ Сход | ИТА Сход | ПОР 8    | ЯПО Сход | АВС 5    | 14    | 2    |
| 1993  | Джордан  |       |           | G | ЮАР      | БРА      | ЕВР Сход | САН Сход | ИСП 11   | МОН Сход | КАН 12   | ФРА 11   | ВЕЛ Сход | ГЕР 13   | ВЕН 9    | БЕЛ Сход | ИТА      | ПОР      | ЯПО      | АВС      | —     | 0    |